# Vila Dirce
Vila Dirce é um distrito do município brasileiro de Carapicuíba, que integra a Região Metropolitana de São Paulo.

## História

### Formação administrativa
- Distrito criado pela Lei n° 4.954 de 27/12/1985, com sede no bairro de Vila Dirce e com território desmembrado do distrito de Carapicuíba[3][4].

## Geografia

### Demografia

#### População urbana
| Crescimento população urbana | Crescimento população urbana | Crescimento população urbana | Crescimento população urbana |
| Censo                        | Pop.                         |                              | %±                           |
| ---------------------------- | ---------------------------- | ---------------------------- | ---------------------------- |
| 1991                         | 59 116                       |                              | —                            |
| 2000                         | 85 380                       |                              | 44,4%                        |
| 2010                         | 107 414                      |                              | 25,8%                        |
| Fonte: IBGE e Fundação SEADE |                              |                              |                              |

#### População total
Pelo Censo 2010 (IBGE) a população total do distrito era de 107 414 habitantes.

### Área territorial
A área territorial do distrito é de 13,214 km².

## Serviços públicos

### Registro civil
Feito na sede do município, pois o distrito não possui Cartório de Registro Civil das Pessoas Naturais.

### Saneamento
O serviço de abastecimento de água é feito pela Companhia de Saneamento Básico do Estado de São Paulo (SABESP).

### Energia
A responsável pelo abastecimento de energia elétrica é a Enel Distribuição São Paulo, antiga Eletropaulo.

### Telecomunicações
O sistema de telefones automáticos, assim como o sistema de discagem direta à distância (DDD) com o código de área (011), foram implantados pela Telecomunicações de São Paulo (TELESP).

## Religião
O Cristianismo se faz presente no distrito da seguinte forma:

### Igreja Católica
- A igreja faz parte da Diocese de Osasco[16].

### Igrejas Evangélicas
- Assembleia de Deus - O distrito possui congregação da Assembleia de Deus Ministério do Belém, Setor 26 - Carapicuíba[17][18].
- Congregação Cristã no Brasil[19].